# 赫奇伍德 (堪薩斯州)
赫奇伍德（英語：Hedgewood）是位於美國堪薩斯州諾頓縣的一個鬼鎮。

## 歷史
赫奇伍德的郵政局於1882年設立，直到1898年結束營運。

## 地理
赫奇伍德所處的海拔為高於海平面681米（即2234英呎），而該地所採用的時區為UTC-6，即北美中部時區（CST）。同時該地設有夏令時間，為UTC-6調快一小時，即UTC-5（CDT）。